# Disney Channel (Đông Nam Á)
Disney Channel là một kênh truyền hình cáp và truyền hình vệ tinh kênh cơ bản mà chương trình phát sóng trong khu vực Đông Nam Á như là tài sản chủ lực của chủ sở hữu của Disney Channels đơn vị trên toàn thế giới của Hoa Kỳ dựa trên Disney-ABC Television Group và điều hành bởi Công ty Walt Disney khu vực Đông Nam Á. Hầu hết các chương trình ban đầu của nó là dành cho thiếu niên và thanh thiếu niên lứa tuổi 10-16, trong khi các chương trình Disney Junior của nó dành cho trẻ em lứa tuổi 3-9, mặc dù một số chương trình dành cho khán giả ở mọi lứa tuổi. Chương trình của kênh bao gồm phim truyền hình gốc đầu tiên, phim rạp phát hành và phim theo nhu cầu và các chương trình của bên thứ ba. Một số quốc gia dùng kênh, do thiếu năng lực hoặc hạn chế bởi chính phủ.
Với thời lượng phát sóng của Disney Channel (Đông Nam Á) từ 5h00 sáng đến 22h00 đêm và 6h00 sáng đến 23h00 đêm ngày mai (theo giờ UTC+07:00) tắt sóng ngày 15 tháng 1 năm 2000 đến giữa khoảng năm 2003, thời lượng phát sóng 24/24h từ giữa năm 2003 đến ngừng phát sóng ngày 1 tháng 10 năm 2021.

## Hồ sơ
Disney Channel Asia đã được đưa ra trong tháng 1 năm 2000, với kênh duy nhất video và hai audiotracks bằng tiếng Anh và tiếng Hoa, cũng như phụ đề bằng tiếng Hoa. Kênh đã trở thành có sẵn tại Malaysia, Singapore, Brunei và Philippines. Ngày 1 tháng 6 năm 2002, kênh đã được tung ra tại Hàn Quốc với một kênh ngôn ngữ Hàn Quốc. Trong sáu tháng đầu năm 2005, Disney Channel Asia cùng với kênh Playhouse Disney (nay Disney Junior) đã được đưa ra tại Việt Nam, Palau và Thái Lan. Nó kết thúc với một khởi động của cả hai tại Campuchia, trụ sở thứ 11, với Công ty TNHH Campuchia Entertainment Production là nhà phân phối.
Bắt đầu từ 1/8/2018, chương trình buổi sáng kênh Disney Junior on Disney Channel chính thức ngừng phát sóng.

### Kênh HD
Vào ngày 01 tháng 5 năm 2015, Công ty Walt Disney khu vực Đông Nam Á đưa ra một kênh có độ nét cao của kênh Disney ở Philippines, có sẵn trên SkyCable và Destiny phân phối bởi Asian Cable Communications, Inc (ACCION) tại quốc gia đó, cũng phát sóng các chương trình giống như kênh SD.

## Trình bày và biểu tượng
Với sự ra mắt của kênh vào năm 1996, Disney Channel Châu Á thông qua việc trình bày của Anh thiết kế bởi Lambie-Nairn. sau đó nó được sử dụng logo trong năm 1997 với sự mở đầu của Disney Channel Pháp. Sau đó vào năm 1999, Disney Channel Asia bắt đầu sử dụng "Circles" gói trình bày cho đến cuối năm 2003, khi logo của Mỹ (và gói thiết kế bởi CA Square) đã trở thành định dạng trình bày trên sóng của kênh. Hai thiết kế lại đã được thực hiện vào năm 2012, sau đó vào năm 2014 với biểu tượng đang hiện hành.

## Kênh

### Châu Á
Kênh chính có sẵn ở Trung Đông, Thái Lan, Papua New Guinea, Việt Nam, Myanmar, Palau và Campuchia. Kênh đã chính thức ngừng phát sóng vào 1 tháng 10 năm 2021.

### Indonesia
Kênh nguồn cấp dữ liệu hoạt động phát sóng tại Indonesia từ ngày 1 tháng 9 năm 2020. Nước này đã ra đời phát trực tuyến trên dịch vụ Disney+ Hotstar từ ngày 5 tháng 9 năm 2020. Kênh đã ngừng phát sóng vào 1 tháng 10 năm 2021.

### Singapore
Cùng tiến độ kênh châu Á, cộng với tập mới của chương trình live-action và quảng cáo địa phương. Kênh ngừng hoạt đông phát sóng tại Singapore từ ngày 31 tháng 5 năm 2020.

### Malaysia
Cùng tiến độ như kênh châu Á, cộng với quảng cáo địa phương. Đối với khán giả ở Malaysia và Brunei có trụ sở tại Thung lũng Klang (khu vực xung quanh tại Kuala Lumpur và Brunei-Muara (khu vực xung quanh tại Bandar Seri Begawan trên Kênh 20 (trong UHF) và có sẵn trong ba ngôn ngữ: Tiếng Anh, tiếng Mã Lai và tiếng Hoa. Chỉ có trên Astro tại Malaysia và Kristal-Astro tại Brunei trên kênh 615 (trong SDTV) và kênh 635 (HDTV) và Unifi ở Malaysia trên kênh 137 (trong SDTV) và kênh 157 (HDTV). Kênh ngừng hoạt đông phát sóng tại Malaysia và Brunei từ ngày 31 tháng 12 năm 2020.

#### Xuất hiện
| Nước     | Mạng lưới       | Mạng lưới       | Kênh           |
| Malaysia | Truyền hình cáp | Truyền hình cáp | UHF: Kênh 20   |
| Malaysia | Vệ tinh         | Astro           | SDTV: Kênh 615 |
| Malaysia | Vệ tinh         | Unifi           | SDTV: Kênh 137 |
| Malaysia | Vệ tinh         | Unifi           | HDTV: Kênh 157 |
| Brunei   | Truyền hình cáp | Truyền hình cáp | UHF: Kênh 20   |
| Brunei   | Vệ tinh         | Kristal-Astro   | SDTV: Kênh 615 |
| Brunei   | Vệ tinh         | Kristal-Astro   | HDTV: Kênh 635 |
| -------- | --------------- | --------------- | -------------- |

### Philippines
Cùng tiến độ như các kênh châu Á, cộng với quảng cáo địa phương. Kênh đã ngừng phát sóng vào 1 tháng 10 năm 2021, do Disney+ ra mắt vào đầu năm 2022.

### Hồng Kông
Lịch trình riêng với quảng cáo của địa phương; tách ra từ kênh châu Á vào ngày 02 tháng 4 năm 2004. Phát sóng bằng tiếng Anh và tiếng Quảng Đông. Kênh đã ngừng phát sóng vào 1 tháng 10 năm 2021 do Disney+ ra mắt vào tháng 11/2021.

### Đài Loan
Lịch trình riêng với quảng cáo của địa phương; kênh ở nước ngoài đầu tiên của Disney Channel; bắt đầu hoạt động tháng 3 năm 1995; phát sóng bằng tiếng phổ thông của Đài Loan. Kênh đã chính thức ngừng phát sóng vào 1 tháng 1 năm 2022, sau khi Disney+ ra mắt vào tháng 11/2021.

## Các chương trình

### Chương trình đang chiếu
- Amphibia
- Big City Greens
- Big Hero 6: The Series
- Gravity Falls
- Marvel's Spider-Man
- Milo Murphy's Law
- Phineas and Ferb
- Rapunzel's Tangled Adventure
- The Owl House
- Star vs. the Forces of Evil
- Clifford: Chú Chó Đỏ Khổng Lồ (2019)

### Chương trình của bên thứ ba
- Banzi's Secret Diary
- BoBoiBoy
- Cupcake & Dino: General Services
- Hotel Transylvania: The Series
- Miraculous: Tales of Ladybug & Cat Noir
- Oswaldo
- Pokémon: Sun & Moon
- Pokémon: Sun & Moon: Ultra Adventures
- Rabbids Invasion (Mùa 4)
- The Strange Chores
- Upin & Ipin
- Ejen Ali

### Phim ngắn
- Mickey Mouse
- Sesame Workshop
- Stoney & Rocky
- Zombiedumb